# Barsa Sumy
Barsa Sumy (ukr. Футбольний клуб «Барса» Суми, Futbolnyj kłub "Barsa" Sumy) – ukraiński klub piłkarski, mający siedzibę w Sumach. Założony w roku 2012.
W sezonie 2015/16 występował w Ukraińskiej Drugiej Lidze.

## Historia
Chronologia nazw:
- 1981–1991: DJuSSz-3 Sumy (ukr. «ДЮСШ-3» Суми)
- 1991–2012: SDJuSzOR Zmina Sumy (ukr. СДЮШОР «Зміна» Суми)
- 2012–2015: DJuSSz Barsa Sumy (ukr. ОКР ДЮСШ "Футбольний центр «Барса» Суми)
- 2015–...: Barsa Sumy (ukr. «Барса» Суми)

15 października 2012 w ramach Programu rozwoju piłki nożnej w obwodzie sumskim powstał Dziecięco-Juniorski Futbolowy Centrum Barsa Sumy. Wcześniej funkcjonowała Szkoła Sportowa Rezerw Olimpijskich Zmina Sumy, założona w 1981 jako Dziecięco-Juniorska Sportowa Szkoła nr 3 w Sumach.
W 2013 klub debiutował w rozgrywkach Amatorskiej ligi Ukrainy oraz również startował w Amatorskim Pucharze Ukrainy.
W czerwcu 2015 ogłosił o przystąpieniu do rozgrywek profesjonalnych w Drugiej Lidze.
W lipcu 2016 roku ogłosił o rezygnacji z rozgrywek w Drugiej Lidze.

## Sukcesy

### Trofea międzynarodowe
Nie uczestniczył w rozgrywkach europejskich (stan na 31-05-2015).

### Trofea krajowe
| \| \| Zdobyte trofea w rozgrywkach Ukrainy (stan na: 31-05-2015) \| |                                                            |      |          |
| Rozgrywki                                                           | Osiągnięcie                                                | Razy | Sezon(y) |
| · Mistrzostwo                                                       | I miejsce                                                  | 0    |          |
| · Mistrzostwo                                                       | II miejsce                                                 | 0    |          |
| · Mistrzostwo                                                       | III miejsce                                                | 0    |          |
| Puchar                                                              | zdobywca                                                   | 0    |          |
| Puchar                                                              | finalista                                                  | 0    |          |
| Puchar                                                              | 1/32 finału                                                | 1    | 2015/16  |
| II liga                                                             | I miejsce                                                  | 0    |          |
| II liga                                                             | II miejsce                                                 | 0    |          |
| II liga                                                             | III miejsce                                                | 0    |          |
| Ukraina                                                             | Zdobyte trofea w rozgrywkach Ukrainy (stan na: 31-05-2015) |      |          |

- Juniorskie Mistrzostwa Ukrainy U-15:
  - mistrz: 2012/13
- Mistrzostwa obwodu sumskiego U-16:
  - mistrz: 2013
- Mistrzostwa obwodu sumskiego U-15:
  - wicemistrz: 2013
- Mistrzostwa obwodu sumskiego U-14:
  - mistrz: 2013

### Inne trofea
- Turniej Skórzana Piłka:
  - zwycięzca: 2015 (finał U-13)

## Stadion
Klub rozgrywa swoje mecze domowe na stadionie Barsa w Sumach, który może pomieścić 1,020 widzów.

## Piłkarze
Znani piłkarze:
- Ołeksandr Bandura
- Artiom Biezrodny
- Ołeh Husiew
- Jehor Łuhaczow
- Anton Szynder

## Trenerzy
- 2013–2014:  Wołodymyr Rewa
- 07.07.2015–23.09.2015:  Wołodymyr Bohacz
- 23.09.2015–30.04.2016:  Andrij Kononenko
- 12.05.2016–...:  Wadym Hordijenko (p.o.)